# Tomasz Dąmbski (zm. 1829)

Herb Godziemba

Tomasz Dąmbski z Lubrańca herbu Godziemba (? – 1829), członek Stanów Galicyjskich. 

## Rodzina
Pochodził z galicyjskiej linii tej rodziny piszącej się „z Lubrańca”. Syn Adama Dominika, skarbnika buskiego i Ewy z Podhorodeckich herbu Belina. Żonaty z Teklą z Peretiatkowiczów. Syn ich Kazimierz (1770–1850) był powstańcem listopadowym 1831 r.

## Kariera
Był szambelanem Stanisława Augusta Poniatowskiego (1788), komisarzem sejmowym Stanów Galicyjskich i prezesem sekcji wojennej w Lublinie (1809). Powołany przez Napoleona na ministra rządu centralnego, ustanowionego w Galicji. Został przydzielony do 14 departamentu obejmującego podatki i finanse. Pełnił posługę radcy generalnego i krajczego koronnego Galicji (1817). 
Będąc zamiłowanym kolekcjonerem, całą swą fortunę lokował w starodrukach, sztychach i obrazach. Należał do elity kulturalnej Lwowa. 